# Spilosoma ericsoni
Spilosoma ericsoni là một loài bướm đêm thuộc phân họ Arctiinae, họ Erebidae.